# Mesochria schlingeri
Espèce
Mesochria schlingeri est une espèce de diptères nématocères de la famille des Anisopodidae.

## Étymologie
Son nom spécifique, schlingeri, lui a été donné en l'honneur de Evert Irving Schlinger (d) (1928–2014), entomologiste américain, et ce en reconnaissance de ses efforts pour le démarrage d'une étude des arthropodes terrestres des iles Fidji.

## Publication originale
- (en) F. Christian Thompson, « New Mesochria species (Diptera: Anisopodidae) from Fiji, with notes on the classification of the family », Bishop Museum Occasional Papers, Honolulu, Bishop Museum Press (d), vol. 86,‎ 2006, p. 11-21 (ISSN 0893-1348 et 2376-3191, lire en ligne).